# ТВС (телеканал, Россия)
«ТВС» — бывший российский телеканал, осуществлявший своё вещание на 6 ТВК в Москве (в других городах России — на частотах других каналов) с 1 июня 2002 по 22 июня 2003 года, получив на это временное разрешение Министерства Российской Федерации по делам печати и телерадиовещания.
Телеканал ТВС был создан коллективом журналистов, ранее работавших на НТВ, ТНТ и ТВ-6. Главным редактором ТВС был Евгений Киселёв, на телеканале также работали Михаил Осокин, Владимир Кара-Мурза, Светлана Сорокина, Виктор Шендерович, Марианна Максимовская, Владимир Соловьёв, Алексей Воробьёв, Елизавета Листова и другие известные журналисты. В числе акционеров ТВС были ведущие российские предприниматели, в том числе Анатолий Чубайс, Олег Дерипаска, Роман Абрамович, Игорь Линшиц, Александр Мамут. 10 % акций телеканала принадлежали журналистскому коллективу.
В соответствии с прописанной в лицензии концепцией ТВС позиционировал себя как общественно-политического вещателя. Четверть эфира занимали информационные и аналитические программы, одна десятая приходилась на публицистику. Всё остальное время эфирную сетку занимали развлекательные проекты, художественное вещание и кинопоказ. Телеканал имел чётко выраженную оппозиционную информационную политику, в связи с чем привлекал внимание критично настроенной к происходящим событиям аудитории.
Аббревиатура расшифровывалась как «Телевизионный спектр», а с осени 2002 года появилась другая расшифровка — «Твой верный спутник».

## История

### Основание телеканала

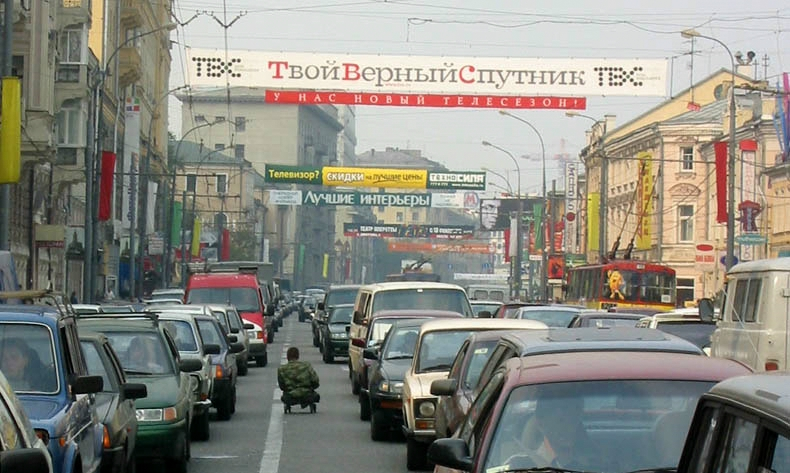
Реклама телеканала ТВС на проспекте Мира в Москве (сентябрь 2002 года)

Юридически организации с названием «Телекомпания ТВС» никогда не существовало — аббревиатура «ТВС» являлась эфирным названием, под которым телеканал выходил в эфир и проходил в документах СМИ и программах телепередач. Организационная структура представляла собой сложную конструкцию, внутри которой выделялись два самостоятельных образования — некоммерческое партнёрство «Медиа-Социум» и ЗАО «Шестой телеканал», которому принадлежало право на использование бренда «ТВС».
НП «Медиа-Социум» отдалённо напоминало попечительский совет, в который вошли председатель Торгово-промышленной палаты России Евгений Примаков, президент Российского союза промышленников и предпринимателей Аркадий Вольский и группа лидеров общественного мнения. Среди последних были Юрий Батурин, Даниил Гранин, Ясен Засурский, Сергей Караганов, Михаил Федотов, Александр Фурсенко и Александр Яковлев. Совет не ставил перед собой задачи вмешиваться в работу журналистов и канала в целом, но намеревался следить за соблюдением норм журналистской этики и предотвращать «любые попытки цензурирования» материалов, попадающих в эфир ТВС. Также планировалось, что представители общественного мнения сформируют Наблюдательный совет телекомпании, который будет консультировать творческий коллектив по вопросам программной политики. В реальности этот орган так и не заработал, однако наличие самой идеи создания Наблюдательного совета поначалу позволило рассматривать ТВС как некое подобие общественного телевидения. Генеральным директором некоммерческого партнерства «Медиа-Социум» был избран Олег Киселёв, в прошлом — глава холдинга «Металлоинвест». Он же по совместительству занимал должность председателя Совета директоров ЗАО «Шестой телеканал», тем самым, являясь главным связующим звеном между двумя структурами, образующими новый телеканал. ЗАО «Шестой телеканал», не имея собственной лицензии, предоставляло «Медиа-Социуму» телевизионную продукцию, тем самым, взяв на себя функции телепродюсерского центра.
ЗАО «Шестой телеканал» было образовано как юридическое лицо 27 февраля 2002 года. В число его учредителей вошло 12 крупных бизнесменов России (Олег Дерипаска, Владимир Евтушенков (оба — через принадлежавшие им юридические лица), Олег Киселёв, Анатолий Чубайс, Александр Мамут, Роман Абрамович, Андрей Мельниченко, Юрий Шефлер, Игорь Линшиц, Александр Абрамов, Дмитрий Зимин и Каха Бендукидзе), каждому из которых принадлежало по 7,5 % акций. Оставшиеся 10 % акций принадлежало обществу с ограниченной ответственностью «ТВ-6», основанному представителями журналистского коллектива одноимённого телеканала (среди учредителей данного юридического лица были Евгений Киселёв, Александр Левин, Владимир Соловьёв, Борис Берман, Ильдар Жандарёв, Эдуард Успенский и несколько корреспондентов). В ЗАО «Шестой телеканал» числились все журналисты и сотрудники технических служб канала, переведённые с 1 апреля 2002 года из штата ЗАО «МНВК», учредителя и вещателя канала ТВ-6, за исключением некоторого числа сотрудников, покинувших команду Киселёва в период её отсутствия в эфире и перешедших на другие каналы. Чуть позже на новый канал стали приходить и новые лица, в том числе и бывшие ви-джеи «MTV Россия» Ирма Игнатова, Антон Комолов и Ольга Шелест. Также планировался переход на ТВС ещё одного бывшего сотрудника музыкального канала — Василия Стрельникова, но его трудовые отношения с каналом не сложились с самого начала, и он перешёл на СТС. Кроме того, служба информации начала сотрудничать с питерским информационным агентством «Новые коммуникации»: его корреспонденты делали репортажи о событиях на Северном Кавказе. Численность персонала ЗАО «Шестой телеканал» составляла 1395 человек. Изначально генеральным директором ЗАО «Шестой телеканал» должен был стать бывший исполнительный директор ТВ-6 Павел Корчагин, но в связи с его уходом из команды Киселёва вместо него было принято решение назначить руководителем Александра Левина (бывшего главного продюсера НТВ и ТВ-6).
27 марта 2002 года некоммерческое партнёрство «Медиа-Социум» победило на аукционе на шестую метровую частоту. В лицензии, которую получило НП «Медиа-Социум», было указано, что она вступает в силу после только после прекращения действия аналогичной у МНВК (с 5 января 2005 года), а до этого момента телеканал должен был вещать по временному разрешению, выданному «Медиа-Социуму» Министерством РФ по делам печати и телерадиовещания. Первоначально в качестве возможной даты запуска ТВС рассматривалось воскресенье, 26 мая 2002 года: в этот день канал собирался начать своё вещание с повтора последней программы в истории ТВ-6 «Соловьиная ночь» (телеэфир 21 января 2002 года) и нового выпуска «Итогов». Но впоследствии от этих планов отказались.
24 мая 2002 года ЗАО «Шестой телеканал» и «Медиа-Социум» подписали контракт на пять лет. ЗАО «Шестой телеканал» — эксклюзивный производитель всех телевизионных программ будущего канала. Новый телеканал получил название «ТВС» в связи с тем, что логотип и название «ТВ-6» тогда являлись собственностью ЗАО «Московская независимая вещательная корпорация».

### Начало вещания
1 июня 2002 года в 8:00 по московскому времени на 6 ТВК начал вещание новый телеканал. Во многих печатных программах передач с 3 по 9 июня 2002 года вместо названия «ТВС» указывалось название «ТВ-6», а также публиковался логотип этого телеканала образца 2001—2002 годов.
Первые несколько дней работы телеканал осуществлял своё вещание далеко не во всех регионах России. В частности, в Санкт-Петербурге по состоянию на начало июня канал ТВС не осуществлял своё вещание по техническим причинам: передатчик, который он получил в своё распоряжение, не прошёл экспертизу и тестирование. По аналогии, в Ярославле вещание канала в этот же период также не осуществлялось в связи с неурегулированными юридическими сложностями.
По замыслу создателей, телеканал ТВС должен был занять нишу позднего ТВ-6 и привлечь внимание его же аудитории к себе. Как и предшественник, он также носил «авторский» характер: основная часть эфирного времени была отдана оригинальным авторским программам и программным разработкам, а не лицензионным или калькированным с других каналов телепроектам. Как и у предшественника, в сетке вещания канала ТВС доминировали телепередачи собственного производства. Однако старт канала, совпавший с окончанием телевизионного сезона 2001—2002 годов, оказался неудачным. Ключевые проекты, на которые ставило руководство — реалити-сериал Ивана Дыховичного «Деньги» и реалити-шоу «За стеклом-3. Теперь ты в армии!» — провалились. Руководство ТВС в лице Левина не стало заключать договор с рекламным агентством «Видео Интернешнл» (оно размещало рекламу на шестом канале на момент снятия ТВ-6 с эфира и было готово сотрудничать с новым вещателем) и приняло решение, что новый канал будет продавать рекламу самостоятельно, создав для этого собственное рекламное агентство AdBreak. Руководителем агентства была Ольга Барская, ранее возглавлявшая агентство «Premier SV», которое размещало рекламу на ОРТ и ТВ-6 до 1998 года. Вследствие всех этих событий доходы от рекламы оказались в пять раз меньше запланированных — за 3 летних месяца ТВС собрал только 3 млн долларов вместо планировавшихся 15. К началу осени показатели ТВС едва превышали показателей в 4 % по России и в 5 % по Москве. Изменить положение могли только резкие прорывы в программном наполнении канала. Но средств на запуск дорогих масштабных проектов у телекомпании к тому времени уже не оставалось — из выделенных акционерами 40 млн долларов для развития канала к осени было истрачено уже 26 млн. Тем не менее, журналистский коллектив и в дальнейшем не стеснял себя в средствах. Например, одна из статей журнала «Коммерсантъ-Власть» утверждала, что стоимость одной программы Марии Шаховой «Дачники» составляет 60 тысяч долларов за передачу, а бюджет службы информации, по словам Киселёва, составлял 30 миллионов долларов.
С момента образования ТВС на канале с завидным постоянством также возникали кадровые и финансовые проблемы — как внутри команды Киселёва, так и между акционерами телекомпании в лице крупных российских предпринимателей. Первый гендиректор канала Александр Левин, совмещавший административные и продюсерские функции, спустя несколько месяцев после начала вещания канала перестал устраивать акционеров. В свою очередь, в пуле предпринимателей, решивших в своё время поддержать журналистский коллектив бывшего ТВ-6, также произошёл раскол: на группы Романа Абрамовича, Олега Дерипаски, Александра Мамута, Юрия Шефлера и Анатолия Чубайса, Олега Киселёва, Игоря Линшица и Владимира Евтушенкова. После отставки Александра Левина, который занял должность генерального продюсера канала, Чубайсу удалось провести на должность гендиректора ТВС Олега Киселёва, что тогда вызвало резкое недовольство у Абрамовича, Дерипаски и Мамута. Некоторые акционеры канала также выражали своё недовольство его информационной политикой, отмечая, что информационные программы и журналисты ТВС неприкрыто поддерживали партию «Союз правых сил», членами которой были Чубайс, а также Борис Немцов и Ирина Хакамада. Ими же высказывалось недовольство и работой канала в целом: большими финансовыми затратами на производство передач на фоне их низких рейтингов и небольшими доходами от показа рекламы.
22 июля 2002 года Московский арбитражный суд принял постановление о незаконности решения Высшего арбитражного суда РФ о ликвидации МНВК. Получилось, что две компании должны использовать одну и ту же вещательную частоту.
В декабре 2002 года начались проблемы с финансированием. В течение нескольких месяцев весь персонал ТВС не получал заработную плату, однако продолжал работать. В то же время долги ТВС Внешэкономбанку достигли суммы в 100 миллионов долларов. Многие сотрудники телекомпании под обязательства получения этой недополученной зарплаты были вынуждены влезать в долги, кредиты и ипотеку, сами же долги при ликвидации телекомпании не были выплачены ни одному сотруднику вплоть до настоящего времени.

### Финансовые проблемы
21 января 2003 года генеральный директор ТВС Руслан Терекбаев, незадолго до того сменивший Олега Киселёва в руководстве телеканала, начал его реструктуризацию, вследствие которой из штатного расписания исчезла должность главного продюсера. С ТВС официально уходят главный продюсер Александр Левин, его заместитель Нонна Агаджанова, а также финансовый директор Елена Метликина. Ранее занимаемая Левиным должность генерального продюсера ТВС в результате административных преобразований была фактически разделена на три части между тремя ключевыми топ-менеджерами канала: главным редактором Евгением Киселёвым, заместителем программного директора Людмилой Бродской и руководителем службы информации Григорием Кричевским.
Примерно в то же время Терекбаев планировал изменить сетку вещания на ТВС, поставив себе в качестве цели вернуть его в «группу лидеров федеральных каналов» (тогдашняя среднесуточная доля телеканала была примерно сопоставима с той, что была до середины 2001 года у ТВ-6). Основные изменения в сетке вещания должны были быть направлены на расширение целевой аудитории. Новостные блоки рассматривалось переориентировать под интересы молодой и активной публики, занятой в политике и бизнесе, а вечерние семичасовые новости — на освещение московских событий. На канале планировалась запустить ряд новых передач, ориентированных на молодёжь, в том числе и музыкальных, а также новые спортивные передачи, чтобы привлечь мужскую аудиторию.
В феврале 2003 года стало известно о нарастающих долгах компании. При утверждении бюджета на 2003 год генеральный директор Руслан Терекбаев запросил у акционеров 60 миллионов долларов, рассчитывая, что ещё 50 миллионов долларов канал заработает самостоятельно. Однако акционеры утвердили только 90 миллионов долларов. Под угрозой срыва оказался договор с компанией «Пилот-ТВ» на производство передач «Тушите свет», «Кремлёвский концерт» и «Предсказание погоды». Аналогичная ситуация возникла с программами производства «Студии Сергея Кальварского» («Вне закона», «Любовные истории» и «Гурман»). Одновременно с этим, 28 февраля того же года вещание ТВС началось на спутниковой платформе «НТВ-Плюс».
17 марта 2003 года после конфликта с Евгением Киселёвым с телеканала ушёл руководитель информационного вещания Григорий Кричевский. Чуть ранее известные журналисты с ТВС (Владимир Кара-Мурза, Алексей Воробьёв, Елизавета Листова, Владимир Соловьёв, Виктор Шендерович, Михаил Осокин и Марианна Максимовская) посчитали невозможным для себя работать под руководством Кричевского, о чём заявили в письме на имя главного редактора канала с просьбами принять меры по улучшению работы его новостного подразделения. Подписантов письма, прежде всего, не устраивали профессиональные качества Кричевского. Виктор Шендерович предположил, что задачей этого менеджера было вовсе не создание независимых службы информации и телеканала, а, наоборот, зависимых, где работа Кричевского свелась бы к организации контроля за информацией в интересах олигархов Мамута и Абрамовича. Среди других претензий, упомянутых в письме, были: запрет на трансляцию по ТВС после штурма театрального центра на Дубровке видеокартинки, схожей с той, что демонстрировалась одновременно в виде записи и прямых включений с места на канале НТВ (во время вышеозначенных событий канал вообще вышел из эфира в соответствии с сеткой вещания; картинка с места появилась уже потом), невыход в телеэфир выпуска программы «Поединок» с участием недавно уволенного генерального директора НТВ Бориса Йордана, проблемы с финансированием, отсутствие координации между корреспондентами, увольнение с канала 23 операторов. Из-за конфликта с Кричевским сотрудничество с ТВС чуть ранее прекратили Светлана Сорокина и Ашот Насибов. При этом на канал переходит ранее работавший на «старом НТВ» и не пошедший двумя годами ранее работать на ТВ-6 тележурналист Николай Николаев, вместе с программой «Новое расследование».
После ухода Кричевского управление службой информации перешло непосредственно к Киселёву, его заместителями стали ведущие новостей Михаил Осокин и Марианна Максимовская. В качестве постоянного управляющего службой информации Киселёв рассматривал несколько кандидатур, среди которых были: бывший специальный корреспондент НТВ и директор «Вестей» Александр Абраменко, директор парижского бюро ТВС Вадим Глускер и бывший главный редактор журналов «Итоги» и «Еженедельный журнал» Сергей Пархоменко, но до назначения кого-либо из перечисленных журналистов на должность дело так и не дошло. Одновременно на телеканале начинаются проблемы с производством информационных выпусков — некоторые сюжеты и репортажи для выпусков «Новостей» стали показываться с отставанием от основных конкурентов. В середине марта компания «Марв Лайн», которая занималась производством реалити-шоу «За стеклом-3», заявила о намерении судиться с телеканалом по причине задолженности последнего. В то же время ведущим канала начали урезать зарплату.
Параллельно в СМИ появилась информация о том, что акционеры ТВС для улучшения его финансового положения приняли решение привлечь «Видео Интернешнл» и телекомпанию ВИD, создав с ними компанию, которая фактически управляла бы телеканалом. В качестве кандидатур на пост руководителя канала в случае достижения соглашения рассматривались Лариса Синельщикова, Александр Акопов, Борис Йордан, Рафаэль Акопов, Александр Ткаченко, Павел Корчагин и Сергей Скворцов, однако затем был выбран Александр Любимов (известный тележурналист, бывший заместитель генерального директора «Первого канала», основатель телекомпании ВИD), так как его кандидатура устраивала все стороны предполагавшегося партнёрства. Предполагалось упразднить должность главного редактора, которую занимал Евгений Киселёв, а также слить её с должностью гендиректора. Среди программ, которые по инициативе Любимова должны попасть под закрытие, были абсолютно все телепроекты, делавшиеся на ТВС экс-сотрудниками НТВ и ТВ-6, которые планировалось заменить художественными фильмами и развлекательными шоу. Аналогичного мнения придерживались и в «Видео Интернешнл». Но переговоры в конечном итоге не привели к каким-либо результатам из-за конфликта среди групп акционеров телеканала. В результате идея спасти ТВС путём назначения внешней команды кризисных менеджеров провалилась, а Любимов так и не был утверждён на пост генерального директора телеканала. Пресса высказывала предположение, что таким образом последний негосударственный эфирный канал в метровом диапазоне в преддверии предстоящих парламентских и президентских выборов пытались переформатировать в своеобразный филиал «Первого канала».
В апреле-мае 2003 года на канале возобновился и кадровый отток: с ТВС ушли несколько корреспондентов службы информации (среди них были Алим Юсупов, Артур Валеев, Дарья Литвина, Евгений Сандро, Константин Точилин и Вадим Фефилов), затем — его программный директор Олег Точилин и ведущий программ Кирилл Набутов, вернувшиеся обратно на НТВ.

### Подготовка к отключению
2 июня 2003 года Мостелеком начал ограничивать вещание ТВС, требуя выплаты компанией задолженности в 8 миллионов долларов. Выплачивать этот долг телеканал так и не начал, и к 16 июня 2003 года вещание ТВС прекратилось практически на всей территории Москвы. Часть региональных филиалов бывшего ТВ-6 или ретрансляторов, отвечавших за распространение сигнала ТВС в регионах, примерно в это же время или же прекратила существование, или же была перекуплена телесетями СТС, ТНТ и REN-TV.
Одновременно с этим, в начале июня 2003 года для разрешения конфликта среди акционеров и сохранения проекта Анатолий Чубайс продаёт свои акции телеканала ТВС Олегу Киселёву и Игорю Линшицу, которые в свою очередь приняли решение о продаже своих пакетов акции главе инвестиционной компании «Базовый элемент» Олегу Дерипаске. Таким образом, Дерипаска получил контроль над 90 % акций телекомпании. Остальные 10 % принадлежали главному редактору телекомпании Евгению Киселёву. В это же время в СМИ появилась очередная не получившая подтверждения информация о возможной смене концепции ТВС, на этот раз — с перспективой его перепрофилирования в специализированный мужской телеканал или же молодёжный развлекательный телеканал по образцу СТС, что, по сути, было равносильно своеобразному возвращению шестого канала к концепции и сетке вещания бывшего ТВ-6 до июня 2001 года.
17 июня 2003 года главный редактор ТВС Евгений Киселёв признал, что продолжение вещания невозможно из-за финансовых проблем, и 23 июня телеканал прекратит вещание. ТВС покидает генеральный директор Руслан Терекбаев (перешёл на ВГТРК, где возглавил радиоподразделение холдинга), после чего компанию ЗАО «Шестой телеканал», некоторое время существовавшую и после своего отключения от эфира, возглавила её руководитель юридической службы Галина Сегодина. В последние дни вещания телеканала на рабочих местах оставались только те, кто был готов работать без зарплаты, с телезрителями в рамках собственных передач попрощались Андрей Черкизов, Марианна Максимовская, Владимир Кара-Мурза, Виктор Шендерович, Владимир Соловьёв. 22 июня телеканал планировал выпустить в эфир прощальные выпуски ещё нескольких передач (например, финальный выпуск программы «Большой ремонт» с Антоном Комоловым). Так, в самом последнем выпуске «Итогов», который так и не вышел в эфир (но активно анонсировался в течение всего 21 июня), со зрителями хотели попрощаться Евгений Киселёв и вся творческая бригада программы.
На момент закрытия телеканал ТВС показывал неплохие рейтинги — 5-6 % по Москве, что эквивалентно тогдашним показателям ТНТ и REN-TV, но меньше, чем у СТС, занимал 6 место по аудитории, удерживая рейтинговые показатели исключительно на программном продукте. Лучшие показатели, согласно данным TNS Gallup Media, были с осени 2002 по весну 2003 года, когда канал был четвёртым по аудитории в Москве и отставал только от «Первого», «России» и НТВ. Наиболее лояльная каналу аудитория также находилась в российской столице, по стране в целом канал ТВС часто был шестым по популярности, в том числе и ввиду особенностей распространения сигнала.

### Отключение
Изначально вероятной датой завершения вещания телеканала называли 2, 13, 19 или 23 июня 2003 года. Несмотря на все эти заявления, во многие центральные печатные издания была прислана сформированная сетка вещания ТВС на неделю с 23 по 29 июня 2003 года, являвшаяся бы актуальной при ином повороте событий в ночь с 21 на 22 июня. Публикация программы телеканала «Спорт» на позиции ТВС в них началась уже только на неделе с 30 июня. Ежедневные печатные издания, такие как «Коммерсантъ», сетку вещания телеканала на этот период уже не публиковали.
Последний выпуск новостей ТВС был показан 21 июня 2003 года в 19:00 (за несколько часов до прекращения вещания, ведущей была Марианна Максимовская). После него в эфир вышли два последних выпуска собственных передач — «Поединок» с Владимиром Соловьёвым (шла в прямом эфире) и «Бесплатный сыр» с Виктором Шендеровичем (последняя отснятая телевизионная передача). Далее в сетке вещания канала стояли два художественных фильма — «Красотки» и «Репортаж». Официально в этот день телеканал должен был завершить своё вещание в 1:10, сразу после окончания последнего указанного фильма.
Телеканал ТВС был отключен от эфира в ночь с 21 на 22 июня 2003 года приказом Министерства по делам печати, телерадиовещания и средств массовых коммуникаций с формулировкой «в интересах телезрителей» на всей сети распространения сигнала. В это время по ТВС транслировался рекламный ролик чипсов Lay’s в рамках запланированного по программе художественного фильма «Репортаж». В 0:02 часа при трансляции канала на 6 ТВК в Москве пропал сигнал, после чего появилась на экране настроечная таблица — генератор цветных полос. При этом, когда ролик кончился, при трансляции канала по регионам, а также спутниковым и кабельным сетям на экране продолжался фильм, но через некоторое время эфир ТВС оборвал сначала неподвижный стоп-кадр из художественного фильма «Репортаж», спустя несколько секунд сменившийся на финальный кадр из основной заставки канала, где был увеличенный логотип ТВС белого цвета. Над логотипом канала появилась надпись «Прощайте! Нас отключили от эфира». После также появилась настроечная таблица. Логотип ТВС также исчез, и в 0:25 на экране появился трёхцветный логотип канала «Спорт», который позднее (в 2010 году) стал каналом «Россия-2». В некоторых городах России на месте ТВС начали вещание другие телеканалы: так, в Казани, Самаре, Томске, Тамбове, Сочи и Иркутске было начало вещание телеканала ДТВ (впоследствии — «Перец», ныне — телеканал «Че»).
6 августа 2003 года ТВС начал передавать МНВК всё имевшееся оборудование.
В это же время бывшие сотрудники ТВС перешли работать на другие телеканалы, как на общероссийские, так и на региональные или международные («Первый канал», ВГТРК — «Россия», «Культура», «Спорт» и «Вести», «Третий канал», «ТВ Центр», «Пятый канал», REN-TV, ТНТ, СТС, 7ТВ, РБК, «Столица», RTVi, Euronews), на радио «Эхо Москвы», в печатные СМИ («Столичная вечерняя газета», «Еженедельный журнал», «Русский курьер», «Новая газета», «Московские новости» и др.), позднее также на телеканалы «Домашний» и «Звезда». Бо́льшая часть сотрудников канала вернулась на НТВ или же впервые поступила на работу в эту телекомпанию. Некоторые бывшие сотрудники ТВС на несколько лет или же окончательно ушли из журналистики. Часть персонала ушла в небольшие продюсерские продакшн-студии, работавшие с вещателями по договору. Многие передачи, выходившие на ТВС (закрывшиеся как вместе с каналом, так и до событий 22 июня), впоследствии в разное время были перезапущены на других каналах, как на вышеперечисленных, так и на некоторых других (среди них — ДТВ и «Бибигон»).
1 сентября 2003 года было завершено увольнение из штата ЗАО «Шестой телеканал» всех лиц, причастных к работе в эфире и оперативному управлению телекомпанией, после чего в ней осталось только несколько сотрудников, занимавшихся её ликвидацией.
22 декабря 2003 года Московский арбитражный суд признал незаконным конкурс на право вещания на шестом метровом канале, проведённый Министерством печати в конце марта 2002 года.

### Дальнейшая судьба шестой метровой частоты
После всего этого оставшийся единственный законный владелец лицензии ЗАО «МНВК» временно, до декабря 2003 года, а позже и декабря 2004 года, по договору передаёт право на вещание на шестой метровой частоте телеканалу «Спорт», что, однако, противоречило условиям лицензии, в своё время выданной МНВК (согласно той лицензии на вещание, на 6-й кнопке должен был вещать общественно-политический телеканал; кроме того, в основе лицензии, выдававшейся в своё время компании МНВК, лежала концепция телеканала ТВ-6). МНВК была окончательно ликвидирована 10 апреля 2006 года, при этом действие её лицензии завершилось с 1 января 2005 года, после чего право на вещание официально перешло к НП «Медиа-Социум» (учредителю ТВС и лицензионному преемнику МНВК). Его лицензия на вещание истекла в мае 2007 года, после чего был разыгран пакет частот, принадлежавших МНВК. В результате конкурса лицензия перешла к ВГТРК, вещателю канала «Спорт» (с 1 января 2010 года — «Россия-2»).
В 2015 году владелец частоты шестого метрового канала в Москве вновь изменился — им стал холдинг «Газпром-Медиа», запустивший с 1 ноября того же года спортивный телеканал «Матч ТВ».
От канала ТВС после его закрытия остался только его бывший официальный дискуссионный форум в интернете, принадлежавший радиостанции «Эхо Москвы».

## Вещание

### Сетка вещания
В сетке вещания «ТВС» были сохранены почти все телепередачи, составлявшие основу программного вещания ТВ-6 по состоянию на январь 2002 года, за исключением некоторой части телепродукта, возникшего на шестом канале до и частично после весны 2001 года и перешедшего с января по май к другим вещателям (или же оставшегося в распоряжении бывшего ТВ-6). При этом к уже имевшимся программам при запуске «ТВС» добавилось и несколько новых, преимущественно информационно-познавательного характера (или же новые передачи с уже известными авторами и ведущими). Сама же сетка вещания нового канала делалась с бо́льшим ориентиром на старое НТВ, чем в случае с ТВ-6 годом ранее (в частности, с НТВ на канал перешла программа «Криминальная Россия» авторства продюсера Дэвида Гамбурга; планировался перенос и других второстепенных передач с НТВ на ТВС, таких, как «Улица Сезам» и телеигра «Полундра!», в итоге не состоявшийся). Впервые она была представлена зрителям 24 мая 2002 года, уже после сдачи еженедельной периодики в печать, в связи с чем в большей части печатных изданий на неделе с 27 мая по 2 июня 2002 года она опубликована не была (столбец шестого канала в них был пустым).
Вещание ТВС 1 июня 2002 года открылось в 8:00 мск показом советского художественного фильма «Старик Хоттабыч». Первый новостной выпуск на ТВС вышел в эфир под шапкой «Новости» в 11:00 с ведущим Андреем Белькевичем.
С 1 по 16 июня 2002 года трансляция ТВС осуществлялась без рекламных блоков (вместо них шли проморолик о новом телеканале или же блоки анонсов передач и фильмов). Коммерческая реклама на ТВС появилась только с 17 июня 2002 года. С 1 по 30 июня канал также использовал в своём эфире часть визуальных атрибутов телеканала ТВ-6 образца 2001—2002 годов, которые затем заменили на новые, уже не связанные с предыдущим вещателем.
Часть названий телепрограмм коллектива ТВС была заменена в связи с тем, что ещё в сентябре 2001 года ЗАО «МНВК», помимо бренда и логотипа «ТВ-6», зарегистрировало на своё имя права на исключительное использование товарных знаков «День за днём», «Сейчас» и др., что сделало невозможным их использование на канале ТВС и вынудило его в срочном порядке изменять вышеозначенные названия на другие. Смена названий коснулась и передач, ранее показывавшихся на НТВ, поскольку эта телекомпания в тот же самый период зарегистрировала на себя ряд названий программ, которые впервые вышли в эфир именно на этом телеканале (среди них — «Глас народа» и «Новейшая история»). В связи с уходом с шестого канала Ивана Усачёва, состоявшимся в феврале, единственная оставшаяся от него на ТВС интернет-программа «Сеть», которую делали Константин Мошков, Валерия Галиуллина, Пётр Иващенко и Александр Колтовой, так же вынужденно сменила название на «Большая паутина» («Паутина»).
Тем не менее, сетка вещания ТВС имела и некоторые принципиальные отличия от аналогичной у позднего ТВ-6. В ней почти сразу же стали появляться передачи, которые, по мнению телекритиков, по восприятию и стилистике не совсем подходили для эфира канала бывших сотрудников НТВ. Среди них были тележурнал о частной жизни звёзд «Публичные люди» с Сергеем Майоровым, «Свободное время» с Надеждой Родионовой (до августа 2002 года — также с Василием Пичулом), реалити-сериал Ивана Дыховичного «Деньги», реалити-шоу «За стеклом-3. Теперь ты в армии!» (совместно с украинским «Новым каналом»), «Высший свет» с Ирмой Игнатовой, регулярные трансляции концертов советских и российских эстрадных исполнителей и шансонье. В рамках продолжения развития этой вещательной стратегии на ТВС хотели запустить в эфир ставшее популярным ток-шоу Дмитрия Нагиева «Окна», но на самом канале в итоге оно всё же так и не появилось (его перекупила телесеть ТНТ).
Телевизионный критик Елена Афанасьева на страницах «Новой газеты» охарактеризовала возникшие на ТВС передачи «Публичные люди» и «Свободное время» как «пустышки, коим не место даже на самом старом ТВ-6», Слава Тарощина сравнила их экспансию в эфир канала с «торфяником, медленно пожиравшим чужую территорию». Телекритик Юрий Богомолов считает отступлением от прежней концепции вещания запуск и показ на ТВС третьего сезона реалити-шоу «За стеклом» «Теперь ты в армии!»: постулирующий либеральные ценности телеканал решил предложить своим зрителям забаву, довольно далёкую от них, а попутно обличая власти в склонности к милитаризму, «сам начал развлекаться игрой в него». Литературный критик и телеведущий Александр Шаталов высказал схожие претензии к одной из немногих оставшихся на ТВС со времён старого канала ТВ-6 программе «Паутина», «развязность» и «молодёжность» эфирной подачи информации которой коррелировались скорее с передачами на соответствующих каналах вроде Муз-ТВ и MTV, чем с амбициями канала бывших сотрудников старого НТВ. Негативные критические отзывы похожего содержания также были направлены и в адрес светского тележурнала «Высший свет».
По мнению Сергея Смирнова, на старте вещания ТВС первый генеральный директор канала Александр Левин совершил несколько серьёзных стратегических ошибок: вместо того, чтобы составить за лето продуманную сетку вещания с чётким и логичным размещением в ней передач и сериалов и уже в сентябре представить зрителю качественный и первоклассный телепродукт, канал вышел в эфир с сырым и отчасти вторичным программным наполнением. Приносивший высокие рейтинги для ТВ-6 сериальный пакет Владимира Досталя ещё в феврале 2002 года отошёл обратно к каналу НТВ, из-за чего телеканал ТВС был вынужден показывать у себя второразрядные российские телесериалы, такие, как «Тайный знак» (1 сезон), «По имени Барон…», «Мужская работа», «Неудача Пуаро», «Подружка осень», «Приключения мага», «Порода», «Виллисы» и другие.
Согласно информационным сообщениям, канал ТВС изъявлял желание показывать у себя основные матчи Лиги Чемпионов UEFA, чемпионат мира по автогонкам в классе «Формула-1», Суперкубок России по футболу, гран-при по спортивным танцам, поединки по профессиональному боксу. Среди планов ТВС в художественном вещании были монтаж и показ художественных фильмов «Француз» и «Нет спасения от любви» (по состоянию на середину 2003 года они так и остались недомонтированными; премьеры состоялись уже только на «Первом канале» и ТВЦ соответственно в январе 2004 года), а также премьерный показ в России известного американского сериала «CSI. Место преступления».
В апреле 2003 года в связи с финансовым кризисом на канале закрылся ряд передач, таких как «Земля — Воздух», «ABS», «Паутина», «Музыка на канале» и «Публичные люди». Непосредственно в сетке вещания началось сокращение новостных блоков, выходящих по будням: были убраны выпуски в 7:15 и в 7:45, а вечерний выпуск в 19:00 стал выходить в урезанном виде, с продолжительностью 10 минут вместо прежних 30 (но уже в мае новости в 19:00 в рабочие дни снова стали выходить с продолжительностью 30 минут). В связи с финансовыми сложностями вплоть до закрытия телеканал ТВС продолжал выходить в эфир с зимним графическим оформлением анонсов и программы передач, которое не удалось заменить на нейтральное. Тогда же вместо премьерных выпусков части передач телеканал всё чаще стал демонстрировать повторы, в том числе и сильно устаревшие со времени первого показа.
Ввиду постоянных невыплат зарплаты в мае 2003 года эфир ТВС покинули анимационные сатирические программы «Кремлёвский концерт» и «Тушите свет». В это же время у канала истекли права на показываемые художественные фильмы и сериалы. Несмотря на это, их повторные показы на ТВС продолжались в эфире вплоть до 21 июня (транслировались преимущественно старые сериалы и фильмы, закупленные ещё до финансовых проблем).

### Трансляция
Телеканал вещал по принципу телесети со смешанной формой распространения: помимо Москвы, у канала была 29 собственных частот в регионах России (столько же имелось у МНВК на момент прекращения вещания ТВ-6), в некоторых городах частоты делились с другими вещателями. В остальных городах вещание велось на частотах региональных телекомпаний. В некоторых регионах России (например, Калуга, Красноярск, Новосибирск, Омск и Орёл) вещание канала ТВС велось или в партнёрстве с другими региональными телекомпаниями, либо уже самостоятельно, поскольку прежние вещатели, отвечавшие за ретрансляцию ТВ-6, с момента закрытия последнего уже успели переключиться на ретрансляцию других телеканалов. Телеканалу практически полностью удалось сохранить сеть вещания бывшего ТВ-6 и вещание в большинстве регионов России. При этом ТВС не входил в так называемый социальный пакет из 7 обязательных для распространения на территории Москвы каналов ОАО «Мостелеком» в связи с тем, что 6-я позиция в нём принадлежала ЗАО «МНВК» и каналу ТВ-6, а вещатель ТВС в лице ЗАО «Шестой телеканал» не являлся их официальным юридическим правопреемником. По состоянию на февраль 2003 года телеканал вещал на 64 региона России, в мае их число составляло 68.
Как и ТВ-6, ТВС осуществлял вещание без поправок на часовые пояса, однако во время ежедневных ночных перерывов в вещании через спутник для региональных телекомпаний, находившихся в восточных регионах России, транслировались художественные фильмы и сериалы с целью их ретрансляции в более удобное для зрителей время. Телепередачи же региональные партнёры транслировали в записи с отставанием от даты реального выхода от нескольких часов до одного дня. Отдельные репортажи из новостных программ канала в его региональных ретрансляциях могли перекрываться местными вставками или музыкальными клипами по цензурным соображениям.
Руководство МНВК в лице её председателя ликвидационной комиссии Павла Черновалова неоднократно заявляло в интервью СМИ о «незаконном» характере вещания канала ТВС на её частоте и о планах по взысканию с занимавших частоту бывшего канала ТВ-6 в 2002—2003 годах телекомпаний (ОАО «НТВ-Плюс» и ЗАО «Шестой телеканал») убытков по факту нелегальной ретрансляции каналов «НТВ-Плюс Спорт» и ТВС по своей лицензии. Также ЗАО «МНВК» предъявляла претензии к несанкционированному использованию в телеэфире ТВС видеоматериалов из архива ТВ-6. Сам же видеоархив ТВ-6, в свою очередь, частично был передан в бесплатное пользование ЗАО «Шестой телеканал» в июне 2002 года по инициативе тогдашнего генерального директора МНВК Евгения Киселёва, частично — размагничен примерно в это же время. Затем записи сохранившихся материалов и программ как ТВ-6, так и ТВС отошли к ЗАО «Домашний экран».

## Руководители
Генеральные директора
- Александр Левин (июнь — сентябрь 2002)[409][470]
- Олег Киселёв (сентябрь — декабрь 2002)[471][472]
- Руслан Терекбаев (декабрь 2002 — июнь 2003)[473][474]
- Галина Сегодина (июнь 2003) — исполняющая обязанности генерального директора[17][475]

Председатель Правления НП «Медиа-Социум»
- Олег Киселёв[476]

Председатель Совета директоров ЗАО «Шестой телеканал»
- Олег Киселёв[477]

Главный редактор
- Евгений Киселёв[478][479]

Руководители информационных программ
- Владимир Карташков («Состав преступлений»)[480][481][482]
- Григорий Кричевский («Новости» и «Итоги», июнь 2002 — март 2003)[483][484]
- Елена Черникова («Новый век», редактор)[485]

С марта 2003 года обязанности руководителя информационных программ «Новости» и «Итоги» были разделены между главным редактором Евгением Киселёвым и ведущими вечерних информационных выпусков Марианной Максимовской и Михаилом Осокиным.
Генеральные продюсеры
- Нонна Агаджанова (июнь — сентябрь 2002)[487]
- Александр Левин (сентябрь 2002 — январь 2003)[488]

С января 2003 года должность генерального продюсера фактически была упразднена, а затем — разделена между другими топ-менеджерами телеканала (см. выше).
Исполнительный продюсер
- Никита Клебанов

Руководитель социологической службы
- Всеволод Вильчек[489][490]

Программный директор
- Олег Точилин (июнь 2002 — май 2003)[491][179]

Заместитель программного директора
- Людмила Бродская[492]

Руководитель пресс-службы
- Татьяна Блинова[493]

Авторы визуального оформления
- Семён Левин (главный художник)[494][495][496][497]
- Сергей Педченко (композитор, 2002)[498]
- Алексей Могилевский (композитор, 2002—2003)
- Иван Баландин (композитор, 2002—2003)[499]

Также использовались треки из музыкальных библиотек Abaco (как и на ТВ-6), Megatrax и VideoHelper, или же другие известные мелодии (Yello — Jingle Bells)
Руководитель технической дирекции
- Александр Гречишников[410][500]

Руководитель дирекции кинопоказа
- Александра Виноградова[501][502]

Руководители по региональным связям
- Ольга Писаржевская (июнь 2002 — март 2003)[503][202]
- Алексей Седов (март — июнь 2003)[460]

Финансовый директор
- Елена Метликина (июнь 2002 — январь 2003)[142]

Директор по персоналу
- Светлана Платонова[504][505]

## Критика
Владимир Прибыловский и Юрий Фельштинский в своей книге «Операция „Наследник“. Штрихи к политическому портрету Путина», в главе «Агония и смерть ТВС» отмечают некоторые негативные отличия этого телеканала от старого НТВ и ТВ-6:

Просуществовавший ровно год — с июня 2002 по июнь 2003 — ТВС значительно отличался от «старого» НТВ и ТВ-6. Здесь стали выходить невозможные на «старом» НТВ и ТВ-6 материалы — такие, как исламофобский сериал «Мужская работа» (героическая борьба агентов ФСБ против чеченских бандитов; журналист-предатель, в котором легко угадывался корреспондент радио «Свобода» в Чечне Андрей Бабицкий) или апологетическое «расследование» дела полковника Юрия Буданова, во время допроса изнасиловавшего и затем задушившего 18-летнюю чеченскую девушку. Сам Киселёв стал куда осторожнее в своих «Итогах». Иногда казалось, что спокойно-ироничный Леонид Парфёнов на «новом» НТВ позволяет себе больше. Однако блестящий «Бесплатный сыр» Виктора Шендеровича и «Назло!» Андрея Черкизова в полной мере следовали традициям «старого» НТВ. Политической остротой и талантом отличались покупаемые каналом программы студии «Пилот ТВ» Александра Татарского и Владимира Неклюдова «Кремлёвский концерт» и «Тушите свет!».

Сергей Чупринин в статье «После драки. Урок прикладной конспирологии» охарактеризовал события, происходившие вокруг шестого канала в те годы, как «перепрофилирование отчаянной ТВ-6 в миролюбивую ТВС»; об осторожности информационных программ ТВС в указанный период часто писали и другие газетные статьи. При этом критики национал-патриотических взглядов (публицисты газеты «Завтра») периодически высказывали претензии относительно ярко выраженной прочеченской позиции канала, занятой им при освещении российско-чеченской войны и других событий, происходящих на Кавказе; со схожим мнением в те годы также выступал политолог Александр Ципко.

### Мнения о закрытии телеканала
Относительно закрытия телеканала мнения российских политических, культурных и общественных деятелей разделились: одни (как Гарри Каспаров, Олег Басилашвили, Юрий Скуратов, Владимир Семаго, Галина Силласте, Маргарита Баржанова, Аркадий Вольский и Сергей Доренко) расценили прекращение существования ТВС как очередной этап в наступлении на свободу слова в России и удар по независимому телевещанию в стране, другие же (как экс-министр иностранных дел РФ Андрей Козырев) посчитали, что оно не является значимым событием для телевизионного рынка как мало отразившееся на нём.
Основатель и ведущий вещавшего ранее на месте ТВС канала ТВ-6 Виктор Мережко о работе своих преемников на шестой кнопке отзывался неодобрительно: 

Для меня ТВС не существовало. Говорю это не от злорадства, а оттого, что это был самый слабый, самый неуверенный и самый непродуманный телеканал России.
 При этом, работая с теми же людьми на ТВ-6 в 2001—2002 годах, он отзывался о них диаметрально противоположным образом: 

Общение с новой командой ТВ-6 доставляет мне удовольствие. Это люди не только высокой культуры, но и в высшей степени профессионалы. Команда понимает, что надо делать весело и красиво, а не сиюминутно и скандально.
Анатолий Лысенко заявлял, что трагедии в прекращении вещания ТВС он не увидел: 

Я в закрытии ТВС трагедии не вижу. Это была искусственно созданная структура. Я не верю в независимое телевидение. Оно возможно только в случае, если оно общественное, существующее на деньги телезрителей. Журналисты ТВС найдут себе место на других каналах. Там убеждённые люди лишь Шендерович и Кара-Мурза.
По словам Евгения Киселёва, сказанным в 2004 году, несмотря на участие в проекте «Медиа-Социум» близких к властям предпринимателей, работая на ТВС, коллектив канала ещё на год продлил зрителям возможность смотреть их любимые передачи с любимыми ведущими на одной кнопке, а себе самим — возможность работать вместе в одной команде, собранной во времена старого НТВ, в условиях полной творческой и политической свободы. В 2011 и 2020 годах он же отнёсся к своему участию в проекте ТВС скорее с сожалением, отмечая, что от того периода жизни у него не осталось никаких приятных воспоминаний, что сама попытка третьей реинкарнации старого НТВ под этим именем была бесславной, и что разойтись по разным рабочим местам всем сотрудникам телекомпании нужно было ещё в 2002 году — после закрытия канала ТВ-6:

Когда телекомпанию закрыли, видимо, нужно было спокойно выдохнуть, оглядеться вокруг и сказать: «Ребят, ну не судьба, ну не хотят нам давать продолжать существование как единому коллективу единомышленников. Давайте пожмём друг другу руки, и в дальний путь на долгие года каждый сам по себе». Потому что дальше попытка создать ещё один телеканал, ещё один журналистский коллектив, уже под маркой ТВС, была бесславной, по многим причинам.